# سورته
شهر سورته (به سوئدی: Surte) در شهر الی در کشور سوئد واقع شده‌است. جمعیت این شهر ۱۵۷۵٫۱۱  نفر است.